# كربال زاحف
كربال زاحف (الاسم العلمي:Ifloga repens) هو نوع من النباتات يتبع جنس الكربال من الفصيلة النجمية.